# Río Pélon
El río Pélon, a veces Pélun, es un curso de agua de la Región de Antofagasta que nace en el cerro Pulicay, fluye en dirección general sur hasta desembocar en el río Salado (San Pedro de Atacama) o río Chuschul, como se le llama a veces.

## Trayecto
Según Hans Niemeyer, proviene de la divisoria de aguas con la quebrada Tuina y tiene un trayecto de 10 kilómetros.: 173  Se dirige al sur en los bajos de un estrecho cajón sin variar su dirección hasta desembocar en el río Salado (San Pedro de Atacama). 

## Caudal y régimen
Es el principal afluente del río Salado, aunque normalmente no lleva caudal.: 173 

## Historia
San Bartolo, cercano al Pélon, es reconocido como un importante centro minero prehispánico de la explotación del cobre.
Luis Risopatrón escribió en 1924 en su obra Diccionario Jeográfico de Chile sobre el río:: 649 
Pélon (Rio). 22° 43 ' 68° 16' Afluye del NW a la márjen W del curso medio del rio Salado, del Atacama. 99, p. 28; i 156; i Nélon en 98, ii, 531?
También describe, un poco más al este, la aguada homónima:
Pélon (Aguada de). 22° 43' 68° 07' Revienta al lado del camino que comunica el caserío de Machuca con Guátin. 2, 31, p. 178.

## Población, economía y ecología
En su recorrido se encuentra el valle del Arcoiris.